# 猪原良右衛門
猪原 良右衛門（いはら りょうえもん、1894年〈明治27年〉5月2日 - 没年不明）は、日本の醸造家。

## 経歴
広島県山県郡加計町（現・安芸太田町）出身。先代良右衛門の息子。1915年7月、大阪高等工業学校醸造科卒業。1920年、東京薬学専門学校卒業。1年志願兵として入営、除隊後家業を継ぐ。
加計町商工会長、広島県火薬商組合長、広島県薬種商組合長、広島県地方森林会議員、広島県山林会長、所得税調査委員、山県郡連合軍人分会長、加計町軍人分会長、大日本消防協会代議員、加計郵便局長などをつとめる。戦後、公職追放となる。

## 人物
農業及び林業の発展に多大の力を尽くす。宗教は真宗。趣味は読書。住所は広島県山県郡加計町古市。

## 家族
猪原家
猪原家は代々醤油醸造業を営み、また薬種商をも兼営する。
- 父・良右衛門[3]
- 妻[3]
- 嗣子[3]
- 長女[3]